# Gimnastică la Jocurile Olimpice de vară din 2024 - Trambulină individual masculin
Proba masculină de trambulină individual de la Jocurile Olimpice de vară din 2024 a avut loc pe 2 august 2024 la Palatul Sporturilor din Paris-Bercy din Paris, Franța.

## Program
Orele sunt ora Franței (UTC+1)
| Data                  | Oră   | Etapă      |
| --------------------- | ----- | ---------- |
| Vineri, 2 august 2024 | 18:00 | Calificări |
| Vineri, 2 august 2024 | 19:50 | Finala     |

## Rezultate

### Calificări
Reguli de calificare: primii opt gimnaști cu cel mai mare punctaj (din două exerciții) se califică pentru finală. Cel mai mare punctaj este scris cu numere aldine.
| Loc | Sportiv                   | Primul exercițiu | Al doilea exercițiu | Cel mai mare scor | Calificare |
| --- | ------------------------- | ---------------- | ------------------- | ----------------- | ---------- |
| 1   | Ivan Litvinovich (AIN)    | 63,420           | 42,580              | 63,420            | C          |
| 2   | Wang Zisai (CHN)          | 60,950           | 62,230              | 62,230            | C          |
| 3   | Yan Langyu (CHN)          | 61,420           | 62,220              | 62,220            | C          |
| 4   | Dylan Schmidt (NZL)       | 59,510           | 60,810              | 60,810            | C          |
| 5   | Gabriel Albuquerque (POR) | 59,750           | 31,070              | 59,750            | C          |
| 6   | Pierre Gouzou (FRA)       | 58,520           | 59,100              | 59,100            | C          |
| 7   | Zak Perzamanos (GBR)      | 58,800           | 59,030              | 59,030            | C          |
| 8   | Ángel Hernández (COL)     | 57,900           | 58,640              | 58,640            | C          |
| 9   | Danil Mussabayev (KAZ)    | 58,070           | 52,550              | 58,070            | R1         |
| 10  | Aliaksei Shostak (USA)    | 57,350           | 6,120               | 57,350            | R2         |
| 11  | Fabian Vogel (GER)        | 29,120           | 56,890              | 56,890            | —          |
| 12  | Rayan Dutra (BRA)         | 56,370           | 56,210              | 56,370            | —          |
| 13  | Brock Batty (AUS)         | 55,890           | 23,150              | 55,890            | —          |
| 14  | David Vega (ESP)          | 55,620           | 28,160              | 55,620            | —          |
| 15  | Benny Wizani (AUT)        | 54,990           | 12,460              | 54,990            | —          |
| 16  | Ryusei Nishioka (JPN)     | 24,710           | 35,750              | 35,750            | —          |

### Finala
| Loc | Sportiv                   | Dificultate | Execuție | Zbor   | Deplasare orizontală | Penalizare | Total  |
| --- | ------------------------- | ----------- | -------- | ------ | -------------------- | ---------- | ------ |
| 1   | Ivan Litvinovich (AIN)    | 18,400      | 16,700   | 18,490 | 9,500                |            | 63,090 |
| 2   | Wang Zisai (CHN)          | 18,000      | 17,000   | 17,590 | 9,300                |            | 61,890 |
| 3   | Yan Langyu (CHN)          | 17,800      | 16,600   | 17,850 | 8,900                | -0,200     | 60,950 |
| 4   | Zak Perzamanos (GBR)      | 18,500      | 14,300   | 17,540 | 9,500                |            | 59,840 |
| 5   | Gabriel Albuquerque (POR) | 18,000      | 15,500   | 17,240 | 9,000                |            | 59,740 |
| 6   | Pierre Gouzou (FRA)       | 17,100      | 15,600   | 16,940 | 9,300                |            | 58,940 |
| 7   | Ángel Hernández (COL)     | 16,000      | 13,700   | 15,250 | 8,200                |            | 53,150 |
| 8   | Dylan Schmidt (NZL)       | 6,300       | 5,000    | 5,500  | 2,700                |            | 19,500 |